# Kanadische Badmintonmeisterschaft 1990
Die Kanadische Badmintonmeisterschaft 1990 fand vom 29. März bis zum 1. April 1990 im Riverside Badminton and Tennis Club in Saskatoon statt.

## Finalresultate
| Disziplin    | Sieger                        | Finalist                        | Ergebnis          |
| ------------ | ----------------------------- | ------------------------------- | ----------------- |
| Herreneinzel | Wen Wang                      | David Humble                    | 10-15, 15-6, 15-4 |
| Dameneinzel  | Si-an Deng                    | Denyse Julien                   | 3-11, 11-5, 11-8  |
| Herrendoppel | Bryan Blanshard Mike Bitten   | Andrew Muir Iain Sydie          | 15-6, 15-10       |
| Damendoppel  | Si-an Deng Doris Piché        | Johanne Falardeau Denyse Julien | 9-15, 15-4, 15-2  |
| Mixed        | Andrew Muir Johanne Falardeau | Mike Butler Claire Sharpe       | 6-15, 15-7, 15-11 |